# فنجاني كرمي
فنجاني كرمي (الاسم العلمي: Peziza ampelina) هو نوع من الفطريات يتبع جنس الفنجاني من فصيلة الفنجانية.